# CathoBel
CathoBel est un groupe multimédia catholique belge francophone. Il est présent sur l'Internet (Cathobel.be), en papier (journal Dimanche), en radio et en télévision sur la RTBF et en radio sur la Radio chrétienne francophone (RCF).

## Histoire
En 2007, est créée à Wavre l'Association sans but lucratif (ASBL) Coordination Catholique des Médias et de la Culture (CathoBel).
En 2010, les médias catholiques comprenant le journal Dimanche, Catho.be, la Radio chrétienne francophone (RCF), la Radio-télévision catholique belge (RTCB) et CathoBel sont réorganisés et regroupés à Wavre dans une seule structure professionnelle au sein de la Maison des Médias. Les médias catholiques francophones passent ainsi de la gestion intégrée à une rédaction intégrée.
En 2013, la RTCB est absorbée par l'ASBL CathoBel, association multimédia interdiocésaine belge francophone (comprenant donc les diocèses de Liège, Malines-Bruxelles, Namur et Tournai).
En 2024, CathoBel lance un nouveau site Internet, conçu prioritairement pour les supports mobiles (smartphones et tablettes). La présentation générale du site est améliorée et du contenu s'y ajoute, le journal Dimanche étant mis en ligne en version digitale. Enfin, CathoBel diffuse désormais ses podcasts sur une série de plateformes de téléchargement, comme par exemple Spotify et Apple Podcasts.

## Organisation
CathoBel est organisée sous le statut d'ASBL et agit sous l'autorité de l'aile francophone de la Conférence des évêques de Belgique. Cathobel.be diffuse son contenu éditorial sur son site CathoBel.be (portail officiel de l’Église catholique en Belgique francophone) ainsi que via les émissions concédées de la RTBF. En vertu de l'arrêté du Gouvernement de la Communauté française du 19 décembre 2019, l'ASBL CathoBel est en effet reconnue comme l'une des associations religieuses représentatives à laquelle peut être confiée des émissions de radio et de télévision à la RTBF.  
Cyril Becquart est le directeur opérationnel et éditeur responsable tandis que Vincent Delcorps est depuis 2021 le directeur de la rédaction. Les contenus journalistiques sont conçus et édités par la rédaction des Médias Catholiques Belges Francophones (MCBF), avec l'aide des services de presse des diocèses, les vicariats et l'aile francophone de la Conférence des évêques de Belgique.
En tant que plate-forme multimédia interdiocésaine belge francophone, CathoBel est accessible sur l'Internet via son site, les réseaux sociaux, la télévision, la radio et la presse écrite.
Cathobel.be est un site Internet d'information belge, internationale et du Vatican. La newsletter CathoBel, envoyée quotidiennement, reprend les informations journalières essentielles, y compris les podcasts des émissions radio et télévision et des services tels que l’agenda interdiocésain, les horaires de messe et les homélies.
L'hebdomadaire Dimanche est disponible en format papier ainsi que sur le site Cathobel.be depuis l'année 2024.
L'équipe Radio-télévision au sein de CathoBel prend en charge la qualité technique, musicale et liturgique des émissions. En télévision, l'émission magazine « Il était une Foi » de la RTBF présente des reportages et des rencontres avec des invités. Ces émissions sont diffusées sur La Une (tous les quinze jours). Les messes sont diffusées en télévision sur La Deux de la RTBF et en France sur France 2. En radio, les magazines et les messes sont diffusées sur La Première de la RTBF. De même, les radios locales de la Radio Chrétienne Francophone (RCF) et la Radio Chrétienne Francophone 1 (1RCF) créée en 2019 proposent plusieurs émissions (« Pleins Feux » et « Décryptages »).

## Audience
Selon le rapport annuel de l'Église catholique 2024, le site Cathobel.be a enregistré 52.000 visites par mois et 1,5 millions de vues par an. Le journal Dimanche compte 66.000 lecteurs par semaine. La messe en télévision et en radio a réuni 170.000 téléspectateur/auditeurs par semaine.  